# Dorf Zechlin

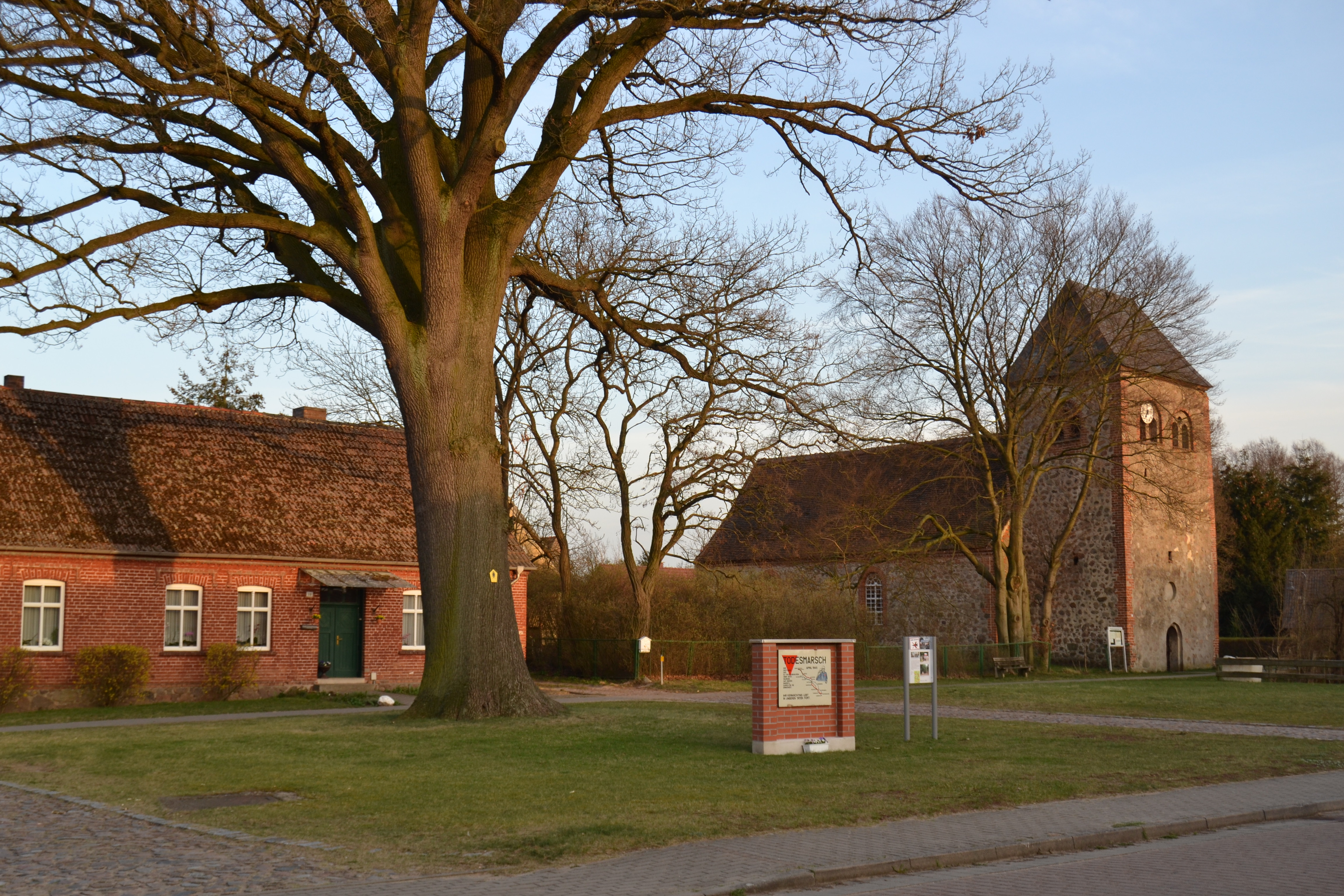
Dorfkirche Zechlin

Das Dorf Dorf Zechlin ist ein Ortsteil der Stadt Rheinsberg im Landkreis Ostprignitz-Ruppin im Norden Brandenburgs. Es hat etwa 370 Einwohner und gilt als Erholungsort.

## Geographie
Die Ortschaft liegt etwa einhundert Kilometer nordwestlich von Berlin und rund zehn Kilometer vom Ortskern Rheinsbergs entfernt. 20 Kilometer westlich befindet sich die Stadt Wittstock, drei Kilometer nördlich das Dorf Flecken Zechlin. Dorf Zechlin hat eine Fläche von 16 Quadratkilometer und liegt in einer Höhe von rund 64 m ü. NN.
Dorf Zechlin liegt am Braminsee. In der Nähe liegt der Große Zechliner See.

## Geschichte
Der Name des Ortes Zechlin  leitet sich vermutlich vom slawischen Wort cêglu für einzig  bzw. vom slawischen Lokator Cêgola ab.
Zechlin wurde 1237 erstmals urkundlich erwähnt. Im Dreißigjährigen Krieg wurde das Dorf stark zerstört. 
Die Kirche des Dorfes wurde 1549 oder früher erbaut und im 19. Jahrhundert stark vergrößert.

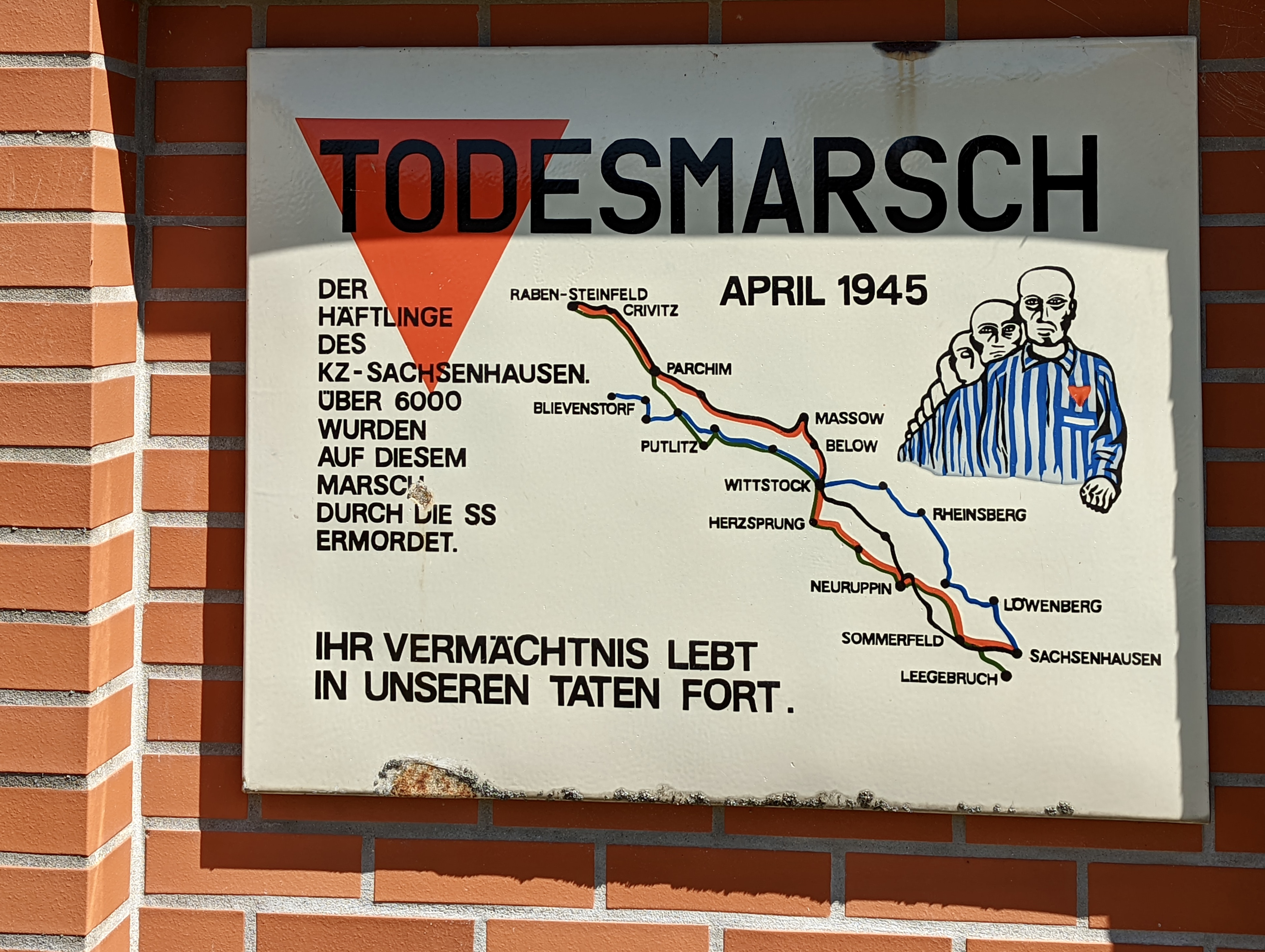
Gedenktafel an Opfer des Todesmarschs 1945 durch das Dorf.

In der Endphase des Zweiten Weltkriegs wurden KZ-Häftlinge auf Todesmärsche gezwungen. Einer der Todesmärsche führte durch das Dorf Zechlin und Flecken Zechlin. Der Todesmärsche durch Brandenburg wird in der Gedenkstätte Todesmarsch im Belower Wald gedacht. Im Dorf und im Flecken Zechlin gibt es dazu Gedenktafeln aus DDR-Zeiten.

### Eingemeindungen
Am 26. Oktober 2003 wurde Dorf Zechlin nach Rheinsberg eingemeindet.

## Schienen- und Busverkehr
Von 1926 an wurde die Eisenbahnstrecke von Rheinsberg bis Flecken Zechlin verlängert und am 15. Mai 1928 eröffnet. Dorf Zechlin wurde an die Strecke mit dem Bahnhof Kagar-Dorf Zechlin angeschlossen. In den 1930er Jahren verkehrten circa fünf Züge am Tag von Zechlin Flecken über Rheinsberg nach Löwenberg (Mark) mit Anschluss nach Berlin und zurück. Am Wochenende im Sommer gab es direkte Züge von und nach Berlin. Die Strecke wurde nach dem Zweiten Weltkrieg abgebaut und die Schienen als Reparationszahlung  in die Sowjetunion geschafft. Das Bahnhofsgebäude existiert noch.

## Söhne und Töchter des Ortes
- Hans Much (1880–1932), Arzt und Schriftsteller